# Quảng Ngãi (stad)
Quảng Ngãi is een stad in Vietnam en is de hoofdplaats van de provincie Quảng Ngãi. Quảng Ngãi telt naar schatting 33.000 inwoners.
De stad is in 2005 verheven tot stad, daarvoor was het een thị xã bij een besluit van de Vietnamese regering. Een belangrijke verkeersader door de stad is de Quốc lộ 1A.

## Administratieve eenheden
De stad is onderverdeeld in acht phường en twee xã's:
- Phường Chánh Lộ
- Phường Lê Hồng Phong
- Phường Nghĩa Chánh
- Phường Nghĩa Lộ
- Phường Nguyễn Nghiêm
- Phường Quảng Phú
- Phường Trần Hưng Đạo
- Phường Trần Phú
- Xã Nghĩa Dõng
- Xã Nghĩa Dũng